# Robert Rey
Robert Rey (* 25. März 1934) ist ein ehemaliger französischer Skispringer.

## Werdegang
Rey, der von 1959 bis 1962 der französischen Nationalmannschaft angehörte, gab sein internationales Debüt mit dem Start bei der Vierschanzentournee 1959/60. Bereits beim zweiten Springen auf der Großen Olympiaschanze in Garmisch-Partenkirchen erreichte er mit Rang 17 sein bestes Tournee-Ergebnis. In der Gesamtwertung lag er nach weiteren durchwachsenen Ergebnissen auf dem 33. Platz.
Zu den Olympischen Winterspielen 1960 in Squaw Valley sprang er auf Rang 38.
Bei seiner zweiten und letzten Vierschanzentournee 1960/61 konnte er an die Leistung aus dem Vorjahr nicht anknüpfen und erreichte Rang 47 der Gesamtwertung. Bei seiner ersten und letzten Nordischen Skiweltmeisterschaft 1962 in Zakopane sprang Rey mit 80,5 und 85 Metern noch einmal auf Platz 56 von der Großschanze. Wenige Tage später sprang er von der Normalschanze auf 61 und 63 Meter und kam damit auf den 48. Platz.
Roberts Bruder Régis Rey war ebenfalls als Skispringer aktiv.

## Erfolge

### Vierschanzentournee-Platzierungen
| Saison  | Platz | Punkte |
| ------- | ----- | ------ |
| 1959/60 | 33.   | 562,0  |
| 1960/61 | 47.   | 652,8  |